# Schwabach (Regnitz)
Schwabach – rzeka w Bawarii, prawy dopływ Regnitz. 